# Группа B

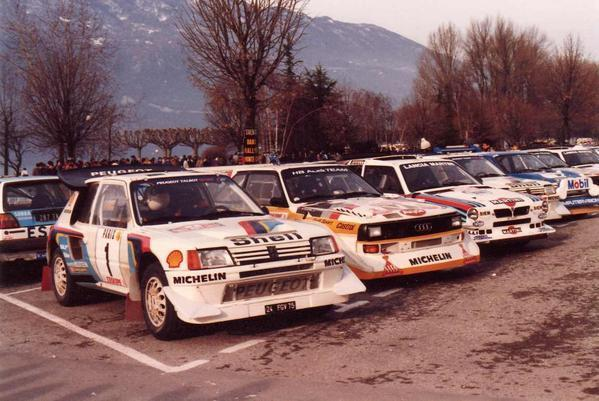
Автомобили группы B в закрытом парке, 1986 год

Группа B — категория гоночных автомобилей, отличавшаяся весьма либеральными требованиями к конструкции и характеристикам, благодаря которой увидели свет самые мощные ралликары в истории. Эта группа была введена FIA в 1982 году и была запрещена в конце 1986-го после ряда аварий с летальным исходом.

## История

### Омологация
Группа B была одной из самых либеральных по техническим требованиям. Для омологации автомобиля требовалось выпустить всего 200 автомобилей, мощность же вообще не ограничивалась, также была возможность выпускать «эволюционные версии» автомобилей, что позволяло производителям, один раз омологировав автомобиль, доводить его до совершенства в течение долгого времени, и в итоге получались автомобили, только внешне напоминавшие дорожные версии, при этом надо было выпустить только 20 авто новой версии. Требования по весу также были минимальными, плюс в конструкции автомобиля было разрешено использование высокотехнологичных материалов. Все это сделало группу B самой быстрой в истории ралли.

### Создание Группы B
До появления Group B (группа Б) в ралли, на гонки выставлялись моноприводные автомобили мощностью, доходившей до 280 л.с. Для повышения зрелищности гонок FIA решила изменить технические регламенты групп 2 и 4, которые были представлены на тот момент автомобилями Lancia Stratos, Fiat 131 Abarth, Ford Escort RS1800, Porsche 911. В 1979 году снова были допущены к участию автомобили с приводом на все четыре колеса. В 1980 году была выпущена Audi Quattro, и ей удалось довольно быстро подтвердить преимущества полного привода, выиграв австрийское Яннер ралли 1981 года (до этого, в течение 1970-х на различных полноприводных моделях компаний AMC Jeep (Jeep Wagoneer, CJ-7, Cherokee) и Dodge (Ramcharger, Aspen 4WD) был выигран целый ряд международных раллийных соревнований на территории США, включая победу экипажа на Jeep Wagoneer на этапе Международного чемпионата по ралли для производителей 1972 года).

### Расцвет Группы B

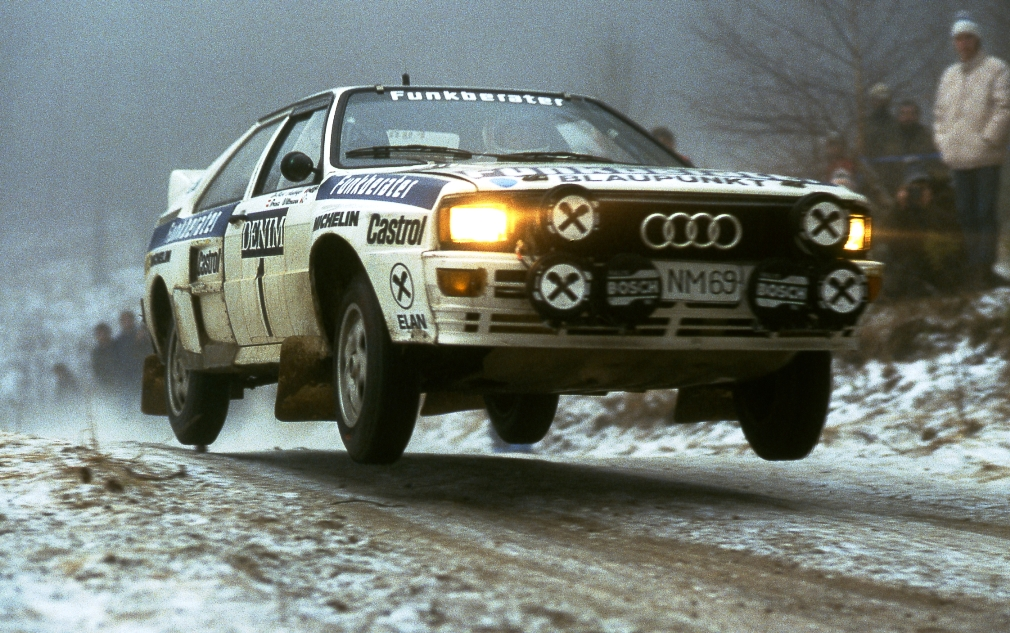
Audi quattro, самый успешный автомобиль группы B в первые годы её существования

1982 год был ознаменован введением в технический регламент мирового ралли групп А и B. В 1982 году Audi продолжила развитие полноприводного направления и в течение года выиграла несколько этапов чемпионата мира. Годом ранее Мишель Мутон победила в ралли Сан Ремо, став первой в истории женщиной, выигравшей в абсолютном зачете этапа чемпионата мира. А в 1982-м француженка уже была в одном шаге от победы во всём турнире, уступив только в решающей гонке Вальтеру Рёрлю из команды Opel. Одним из первых автомобилей группы B, создававшихся «с нуля» стала Lancia 037 — главный соперник Audi Quattro (которая изначально готовилась по спецификации группы 4). Конечно, 037 отличалась от Audi. Во-первых, недоверие разработчиков к полному приводу привело к тому, что у Lancia Rally 037 остался заднеприводным, а во-вторых, в силовом агрегате был применён компрессор. Но Lancia Rally 037 изначально была в невыгодном положении перед полноприводными автомобилями. Audi Quattro с её полным приводом могла более эффективно использовать всю мощность. Выиграть Lancia чемпионский титул в 1983 году помогла сама Audi — Quattro зарекомендовавшая себя как ненадёжный автомобиль, большое количество поломок по ходу гонок и сходы из-за технических проблем не позволили ей добиться чемпионского титула, в то время как Lancia Rally 037, напротив, выступала уверенно и показала себя как более надежный автомобиль.

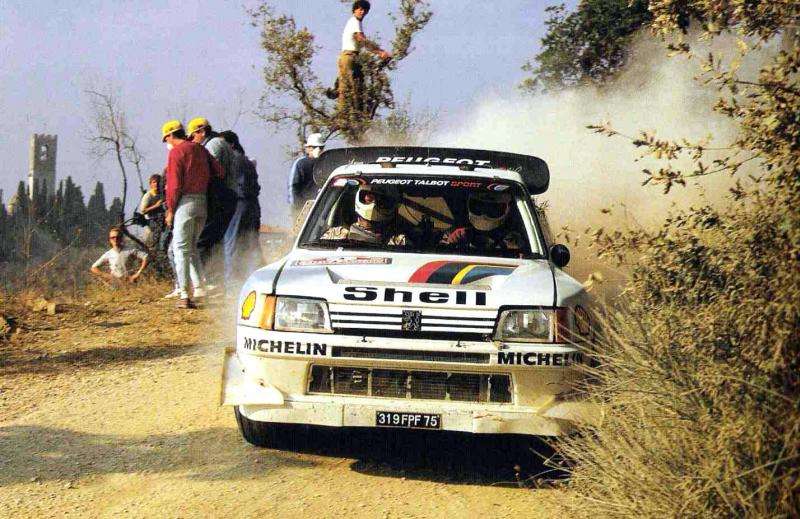
Peugeot 205 T16, самый успешный автомобиль группы B в последние годы её существования

Минусы Audi и Lancia были быстро найдены, и первым, кто воспользовался ситуацией, стал Peugeot с моделью 205 Т16. Этот автомобиль был целиком и полностью спроектирован для выступления в группе B. Полный привод, среднемоторная компоновка и легкий кузов из композитных материалов, позволили Peugeot показать себя с наилучшей стороны на Tour de Corse rally в 1984 году. Выступление Peugeot на Корсике шокировал всё раллийное сообщество не только благодаря хорошему автомобилю. Замечательная команда, в которой были такие знаменитости как Ари Ватанен и Жан Тодт, произвели громадный скачок, и только сход Ватанена на Корсике из-за аварии не позволил ему выиграть этот этап. Но в этом же году на ралли «1000 озер» в Финляндии он доказал, что Peugeot способен на многое. В это же время Audi готовила своё новое творение — короткобазный Sport Quattro, в то время как Lancia 037 стала уже неконкурентоспособной. В Peugeot планировали подготовиться в течение нескольких гонок 1984 года к тому, чтобы выступить по полной программе в 1985 году и попробовать завоевать чемпионские титулы в личном зачёте и зачёте производителей. И действительно, в 1985 году коллектив Peugeot доминировал в чемпионате, Ватанен выиграл пять гонок подряд в которых участвовал (его серия длилась с конца 1984-го по начало 1985-го), но Ари выбыл из строя после серьёзной аварии на аргентинском этапе. Впрочем, его напарник по команде Тимо Салонен смог уверенно стать чемпионом-1985. На RAC Rally 1985 года заводскими командами были представлены новые автомобили. Lancia продемонстрировала в действии свою новую Delta S4, концерн Ford — RS200, Austin-Metro — Metro 6R4, а Audi — Sport Quattro S1. Но и Peugeot не отстал от конкурентов и вывел на старт новый 205 T16 Evolution 2. Lancia заняла первое и второе места в этой гонке.
Поскольку мощности лучших моделей варьировалась в диапазоне 400-650 л. с., на автомобилях появились солидных размеров антикрылья, которые были необходимы, так как при такой мощности и малом весе, удержать автомобиль на дороге было очень сложно.

### Запрет Группы B

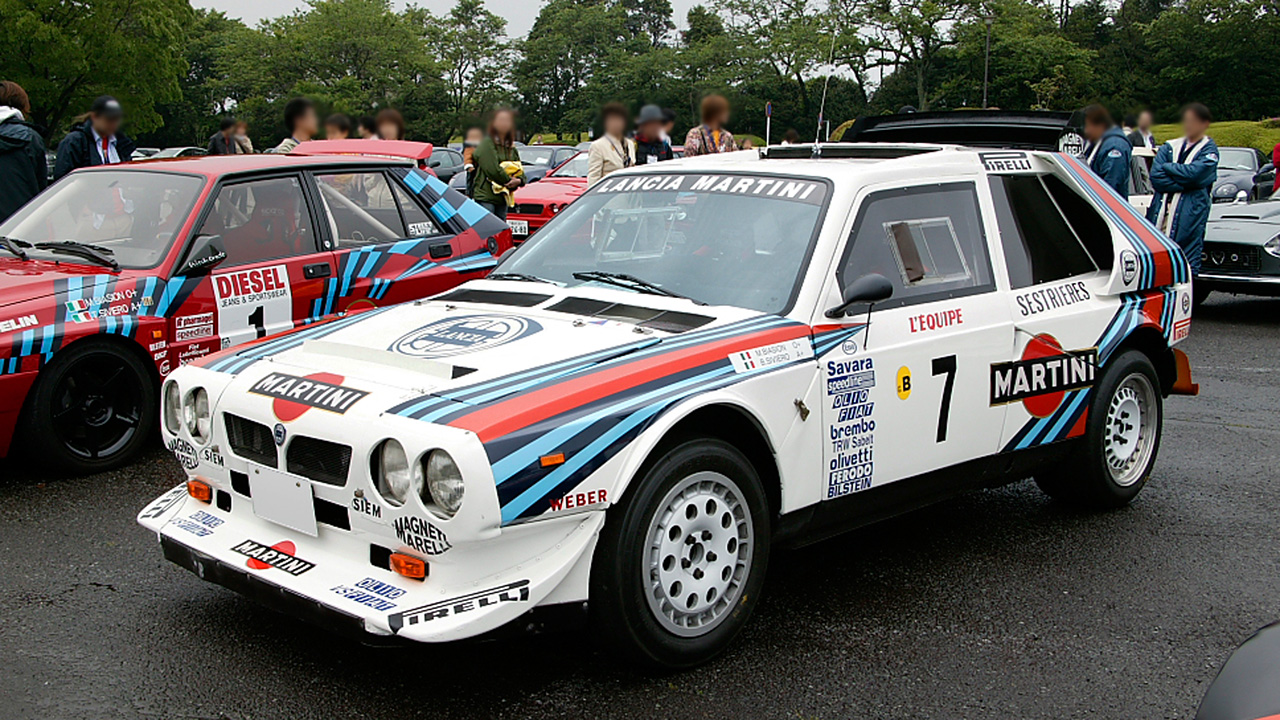
Lancia Delta S4, последний автомобиль группы B, на котором был выигран этап WRC

Технологический прорыв группы B был ошеломительным, популярность ралли выросла до невиданных масштабов. FIA уже планировала создание группы S, которая позволяла бы крупным концернам разрабатывать специальные болиды для участия в ралли, но в 1986 году на Port Wine Rally в Португалии Ford RS200 влетел на полном ходу в толпу зрителей. В результате аварии три человека погибли и десятки были ранены. После трагедии команда Ford прекратила свои выступления в мировом чемпионате. Еще одна трагедия произошла 2 мая 1986 года, спустя год после гибели Аттилио Беттеги на ралли Корсики. Лидер заводской команды Lancia, Хенри Тойвонен со штурманом Серджио Кресто, лидировавший в чемпионате и шедший на первом месте на Tour de Corse Rally, не справился с управлением на извилистом горном скоростном участке и вылетел с дороги в пропасть. В результате удара автомобиль моментально загорелся. Экипаж не успел покинуть автомобиль. Хенри Тойвонен и Серджио Кресто погибли. Авария произошла в безлюдном месте, и расследование не смогло определить причины аварии из-за отсутствия свидетелей, а кузов автомобиля полностью выгорел, оставив только каркас. Вся эта череда трагедий привела к тому, что FIA запретила с 1987 года выступления автомобилей этой группы в чемпионате мира.
Но запрет не был полным. Международная автомобильная федерация разрешила стартовать на машинах Группы B (с ограничением рабочего объёма двигателей до 1600 куб.см) в 1987 и 1988 годах на некоторых этапах чемпионата мира и Европы по ралли, но без получения очков в итоговую таблицу. В последний раз модели этой категории выходили на старт в WRC на финском этапе 1988 года. При этом четыре участника из шести заявленных в классе использовали автомобили LADA 2105-VFTS.

## Автомобили

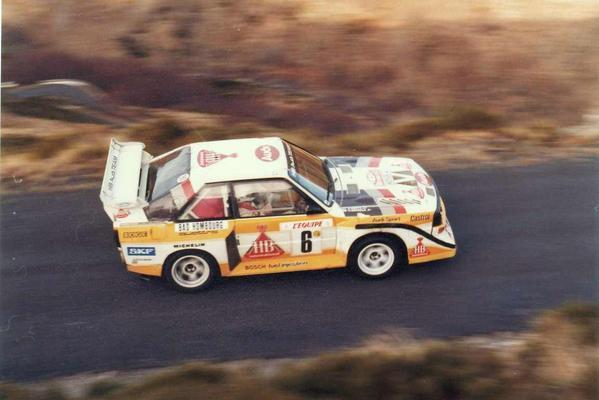
Audi Sport quattro

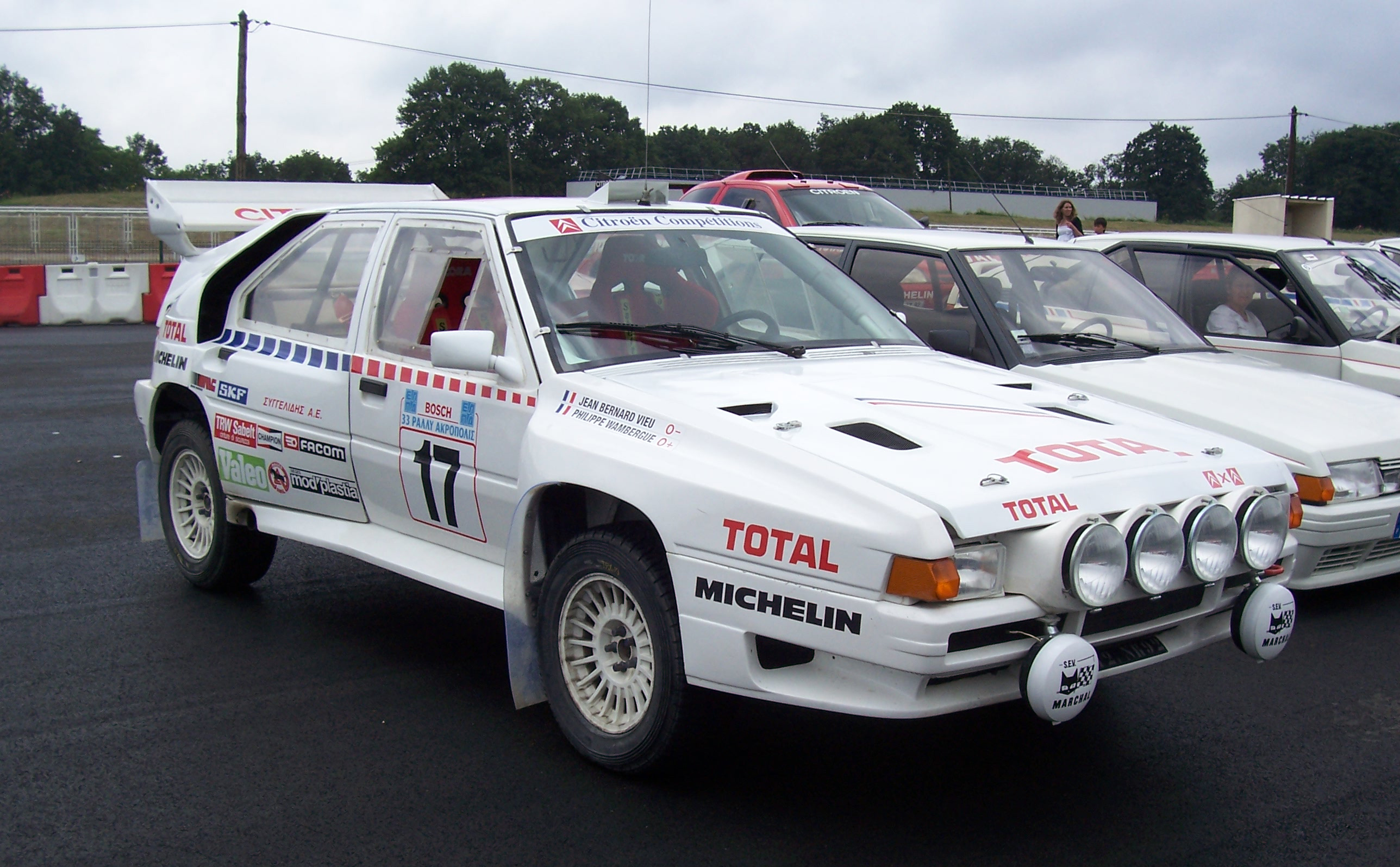
Citroën BX 4TC

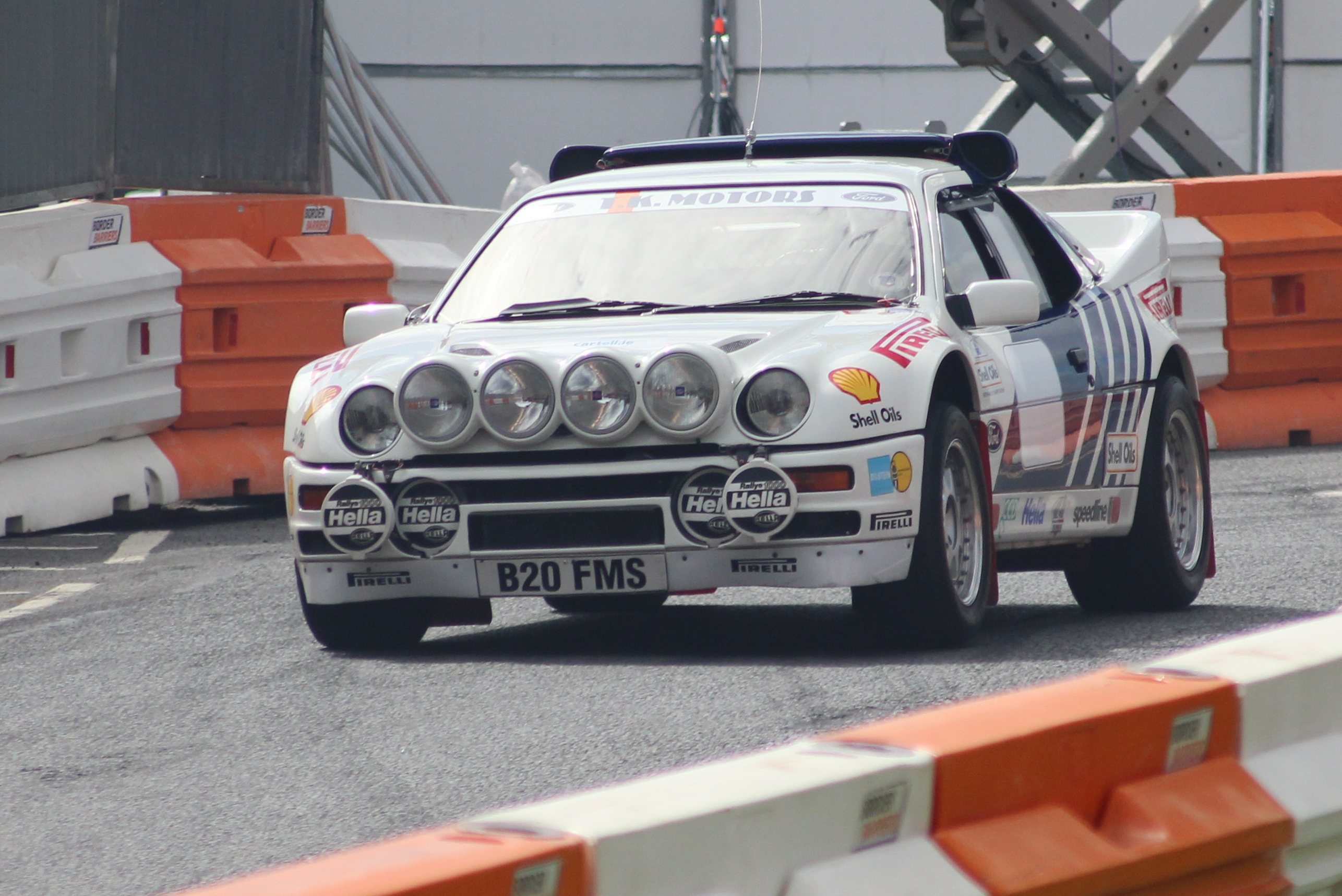
Ford RS200

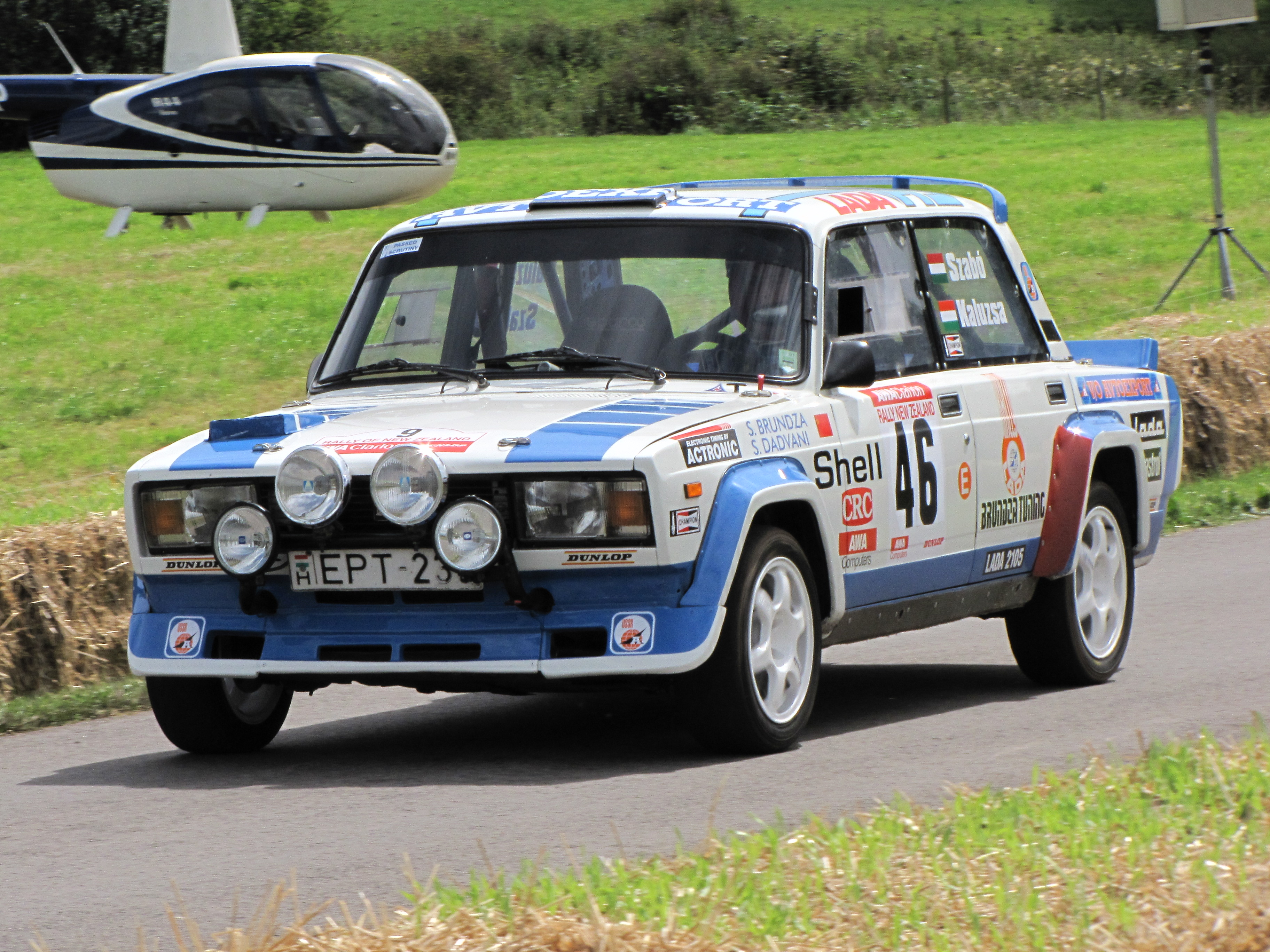
Lada 2105 VFTS

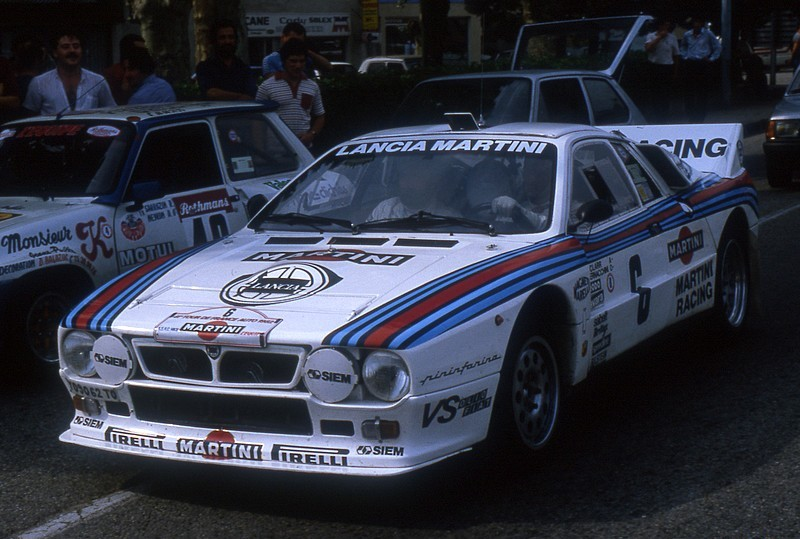
Lancia Rally 037

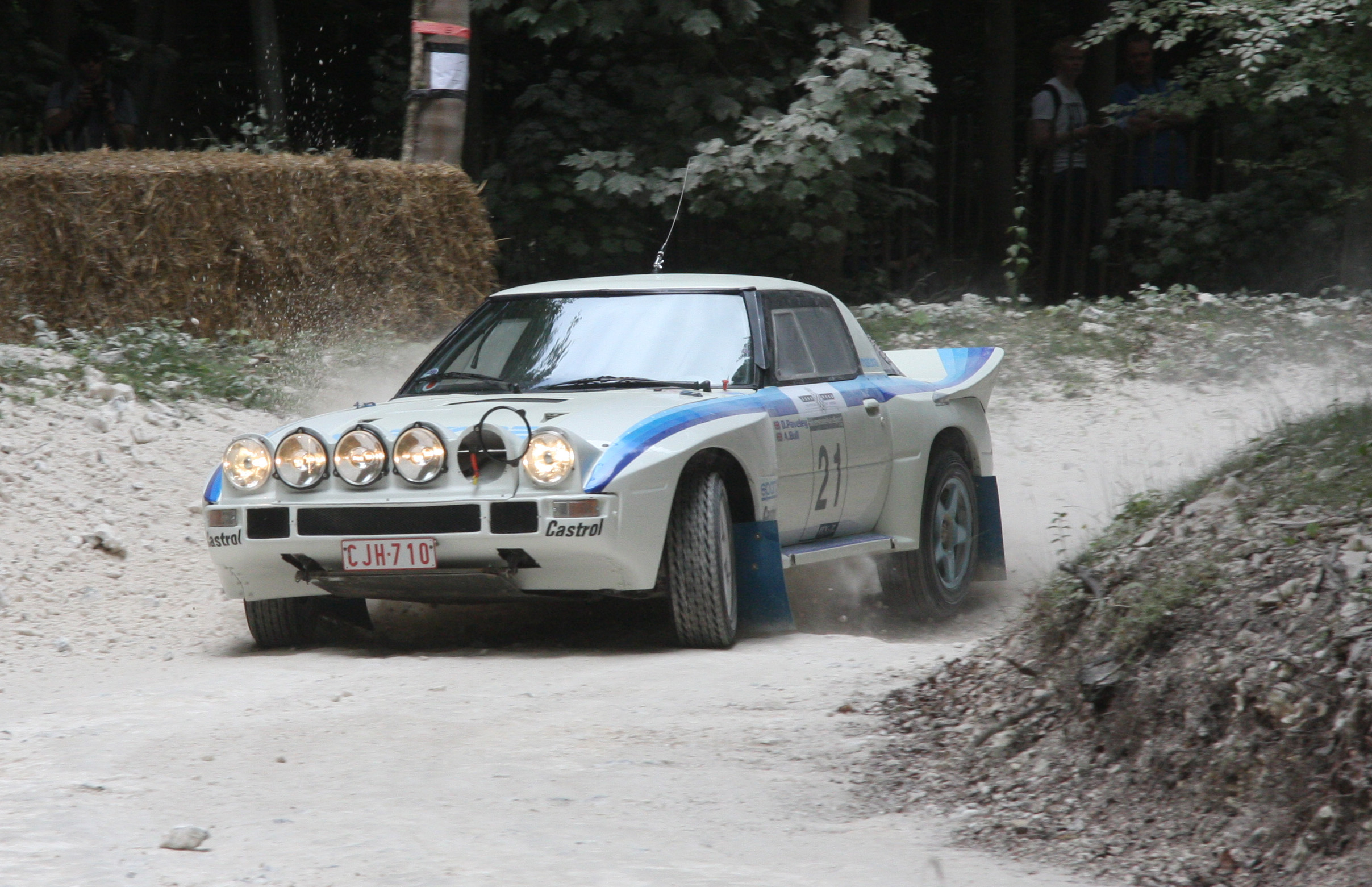
Mazda RX-7

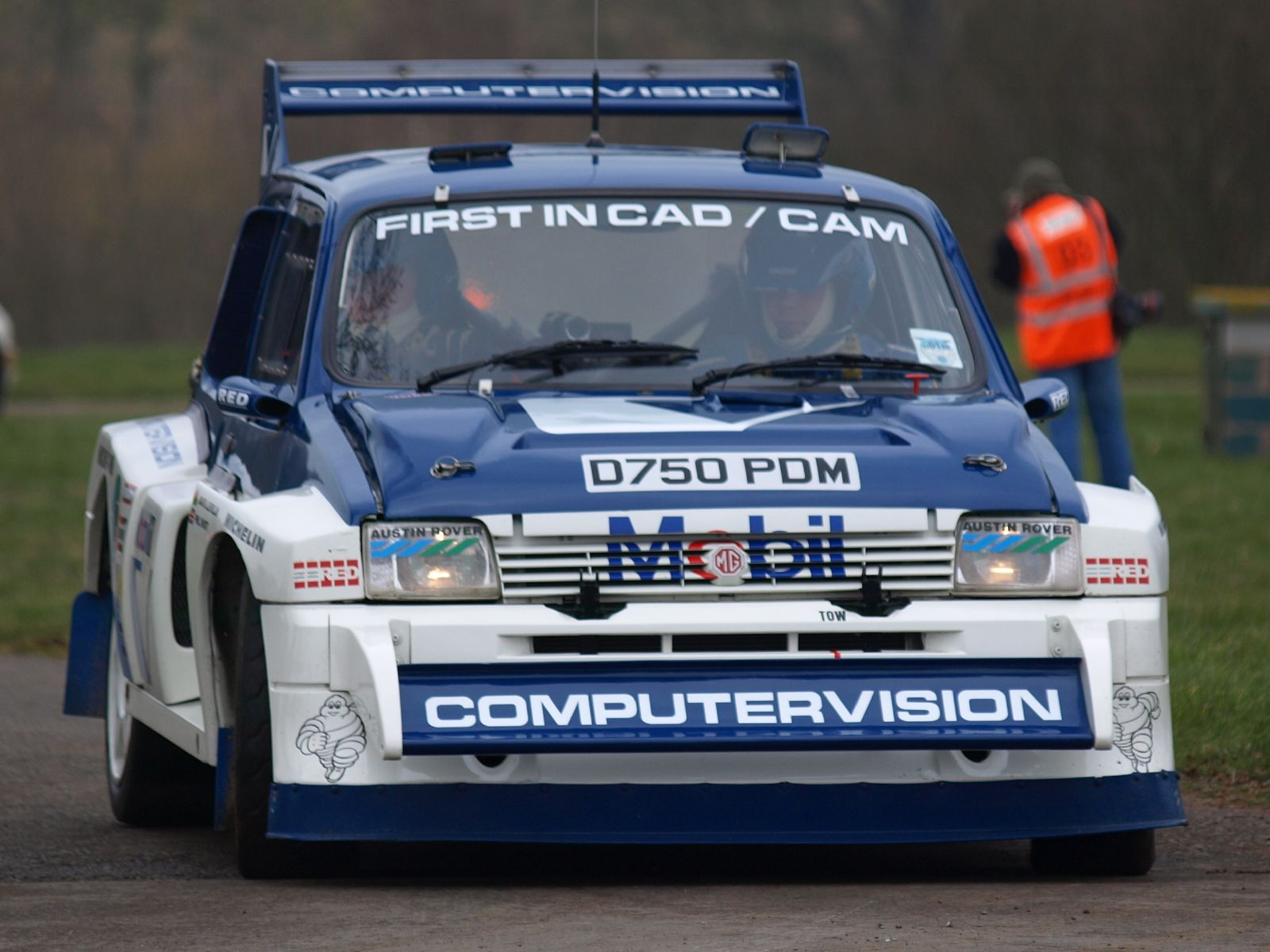
MG Metro 6R4

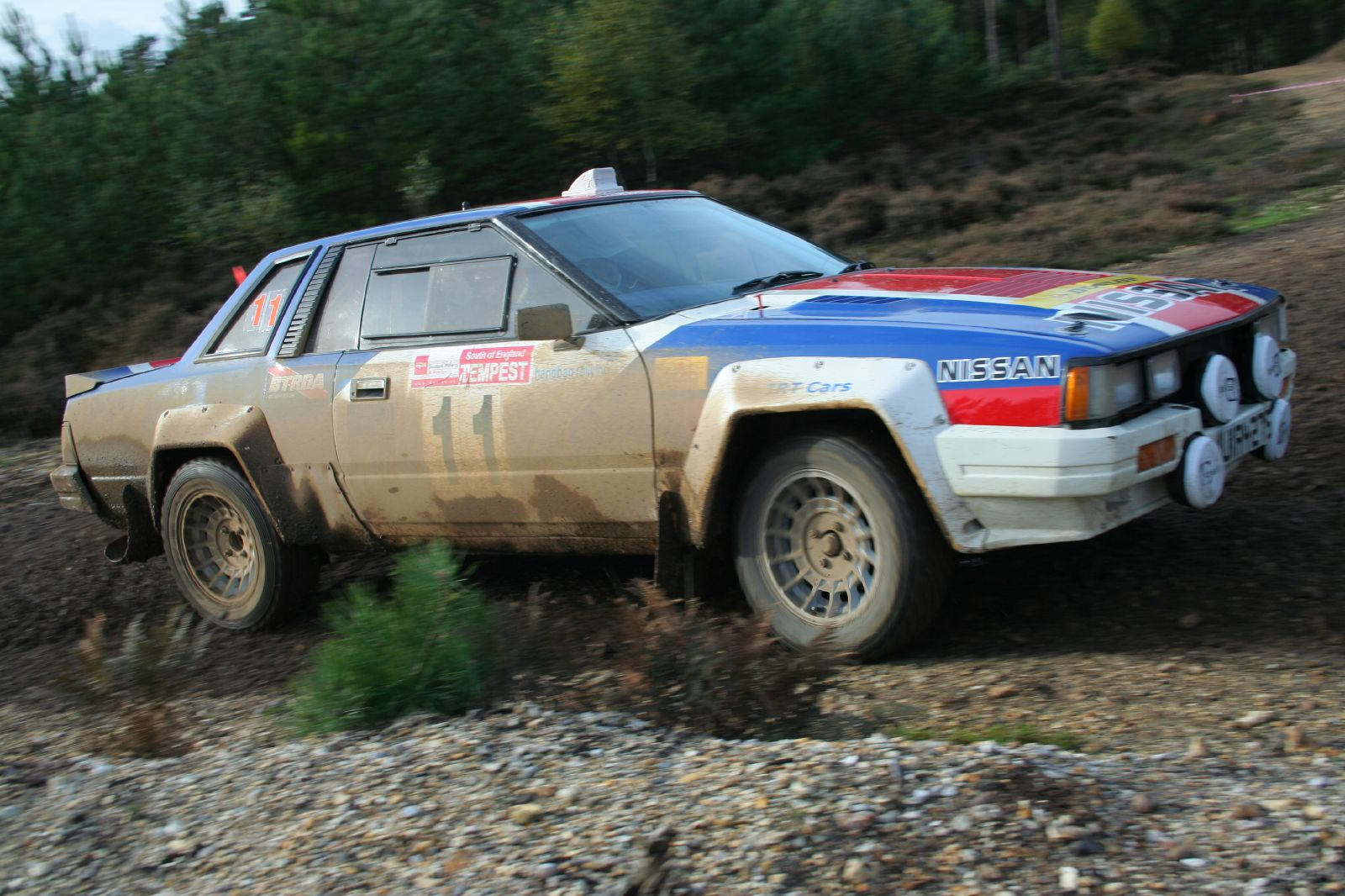
Nissan Silvia 240RS

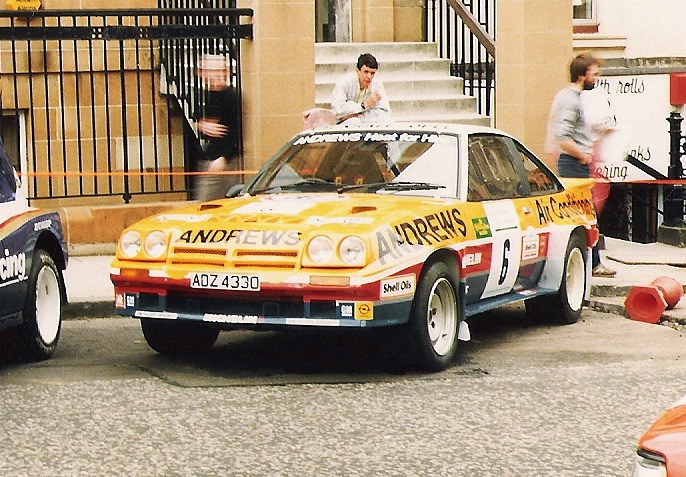
Opel Manta B 400

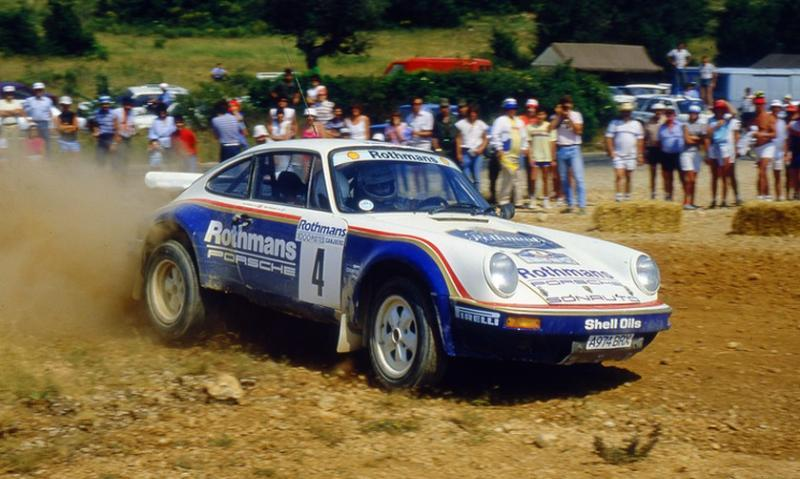
Porsche 911 SC/RS

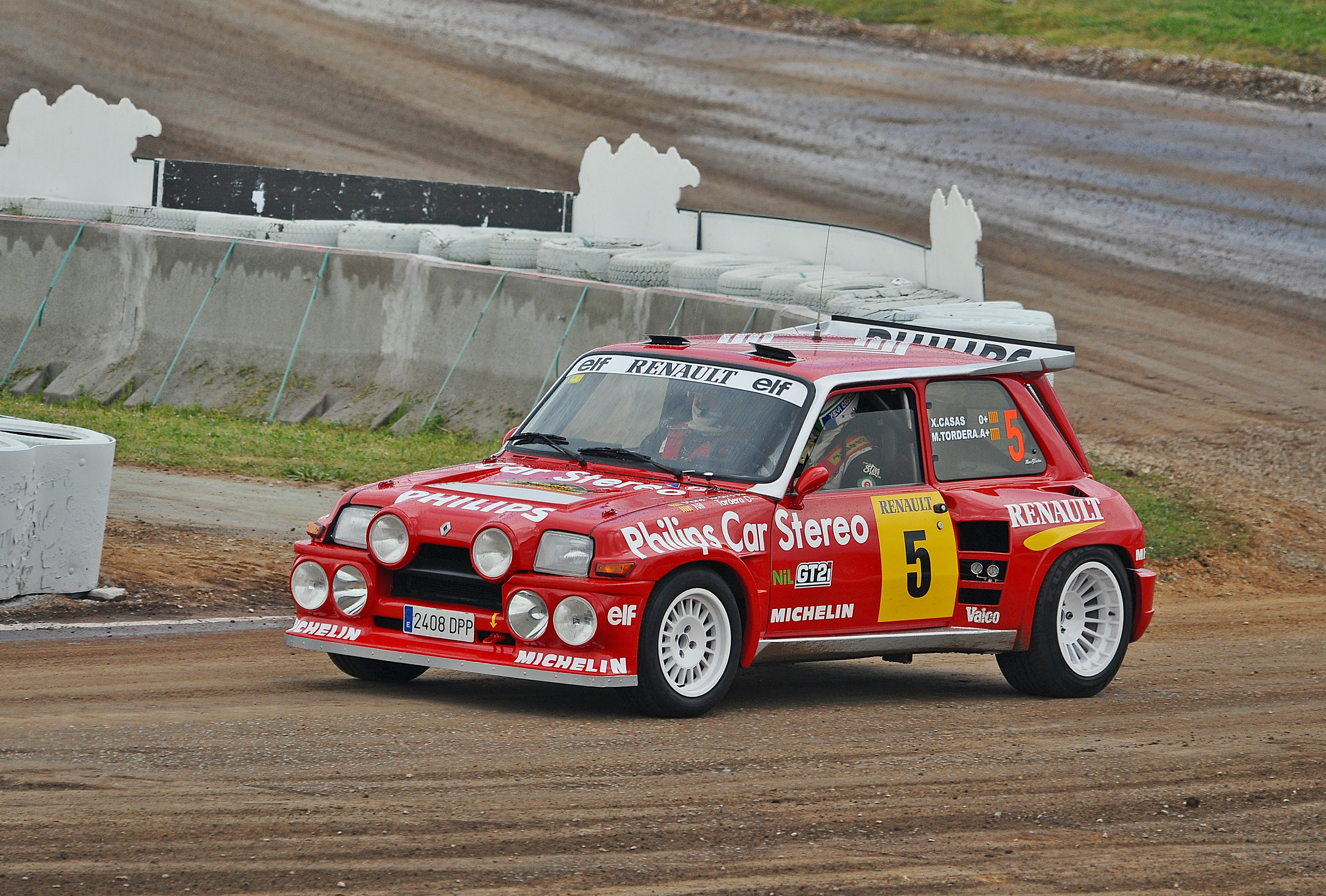
Renault 5 Maxi Turbo

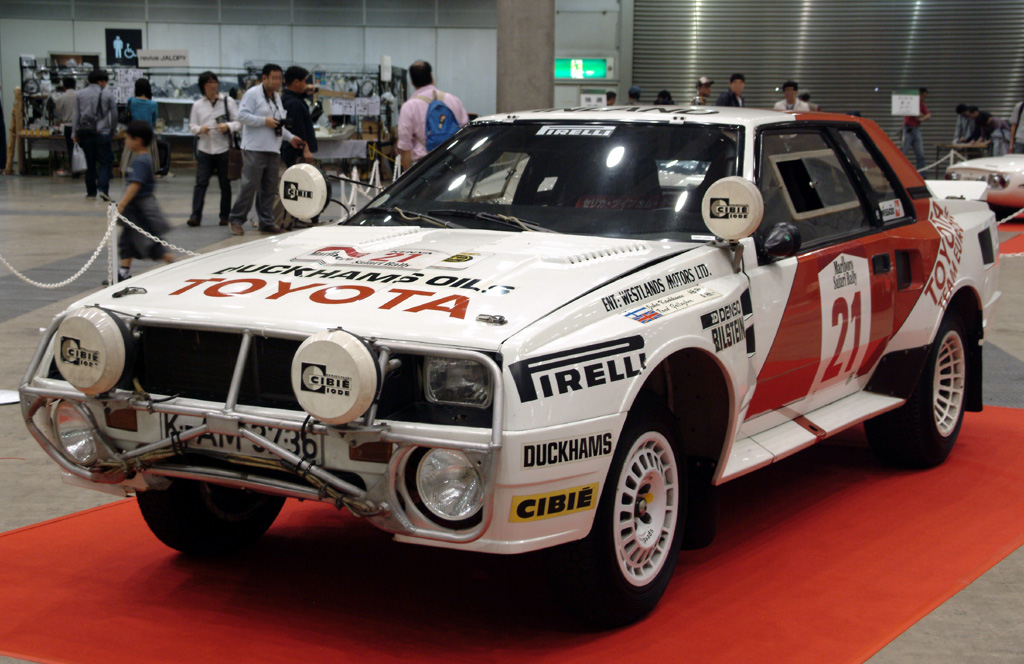
Toyota Celica TCT

| #        | Автомобиль                                           | Класс | Дата омологации | Примечание                                                       |
| -------- | ---------------------------------------------------- | ----- | --------------- | ---------------------------------------------------------------- |
| B-201    | Citroën Visa Trophee                                 | B/9   | 1 января 1982   |                                                                  |
| B-202    | Fiat Ritmo Abarth 125 TC                             | B/11  | 1 января 1982   |                                                                  |
| B-203    | Porsche 924 Carrera GT                               | B/12  | 1 января 1982   | переведён из Группы 4                                            |
| B-204    | Renault Alpine A310 2700 V6                          | B/12  | 1 февраля 1982  | переведён из Группы 4                                            |
| B-205    | Renault 5 Turbo                                      | B/11  | 1 февраля 1982  | переведён из Группы 4                                            |
| B-206    | Seat 124 Especial 2000 (FL-90)                       | B/11  | 1 февраля 1982  |                                                                  |
| B-207    | Porsche 911 SC/RS                                    | B/12  | 1 марта 1982    | переведён из Группы 4                                            |
| B-208    | Porsche 911 Turbo                                    | B/12  | 1 марта 1982    | переведён из Группы 4                                            |
| B-209    | Porsche 928S                                         | B/12  | 1 марта 1982    | переведён из Группы 4                                            |
| B-210    | Lancia Rally 037 / 151 ARO                           | B/12  | 1 апреля 1982   | [ 21 ]                                                           |
| B-211    | Nissan Silvia BS110 / Datsun Violet GTS              | B/11  | 1 апреля 1982   | переведён из Группы 4                                            |
| B-212    | Seat Ritmo Crono 100 T                               | B/10  | 1 апреля 1982   |                                                                  |
| B-213    | Aston Martin V8                                      | B/12  | 1 мая 1982      |                                                                  |
| B-214    | Ford Escort RS 2000                                  | B/11  | 1 июня 1982     | переведён из Группы 4                                            |
| B-215    | Ford Escort RS 2000 B AUS                            | B/11  | 1 июня 1982     |                                                                  |
| B-216    | Daimler Benz 500 SLC                                 | B/12  | 1 июля 1982     |                                                                  |
| B-217    | Daimler Benz 500 SL                                  | B/12  | 1 июля 1982     |                                                                  |
| B-218    | Lancia Beta Monte Carlo                              | B/11  | 1 августа 1982  |                                                                  |
| B-219    | Citroën Visa II Chrono                               | B/10  | 1 октября 1982  |                                                                  |
| B-220    | Ferrari 308 GTB                                      | B/12  | 1 октября 1982  | переведён из Группы 4                                            |
| B-221    | Opel Ascona B 400                                    | B/12  | 1 октября 1982  | переведён из Группы 4                                            |
| B-222    | Lada 2105 VFTS                                       | B/10  | 1 октября 1982  |                                                                  |
| B-223    | Seat Ronda Crono 100 TC                              | B/10  | 1 октября 1982  |                                                                  |
| B-224    | Giannini 128 NP                                      | B/9   | 1 ноября 1982   |                                                                  |
| B-225    | Fiat X 1/9 (128 AS1)                                 | B/10  | 1 ноября 1982   |                                                                  |
| B-226    | Peugeot 104 ZS                                       | B/10  | 1 декабря 1982  |                                                                  |
| B-227    | Talbot Sunbeam Lotus                                 | B/12  | 1 декабря 1982  | переведён из Группы 4                                            |
| B-228    | Peugeot 504 Pickup                                   | B/11  | 1 декабря 1982  | переведён из Группы 4                                            |
| B-229    | Audi quattro A1                                      | B/12  | 1 января 1983   | переведён из Группы 4                                            |
| B-230    | Mitsubishi Lancer 2000 Turbo                         | B/12  | 1 января 1983   | переведён из Группы 4                                            |
| B-231    | Audi 80 B2 quattro                                   | B/12  | 1 января 1983   | переведён в Группу А, новый номер — 5156                         |
| B-232    | Talbot Samba Rallye                                  | B/9   | 1 января 1983   |                                                                  |
| B-233    | Nissan Silvia 240RS                                  | B/12  | 1 января 1983   | [ 22 ]                                                           |
| B-234    | Renault 5 Turbo 2                                    | B/11  | 1 января 1983   |                                                                  |
| B-235    | De Tomaso Pantera                                    | B/12  | 1 января 1983   |                                                                  |
| B-236    | Ferrari 308 GTB                                      | B/12  | 1 января 1983   | [ 23 ]                                                           |
| B-237    | Opel Manta B 400                                     | B/12  | 1 марта 1983    |                                                                  |
| B-238    | Alfa Romeo Alfetta Turbodelta                        | B/12  | 1 марта 1983    | переведён из Группы 4                                            |
| B-239    | Toyota Celica TCT                                    | B/12  | 1 марта 1983    | [ 24 ]                                                           |
| B-240    | BMW M1                                               | B/12  | 1 марта 1983    | переведён из Группы 4                                            |
| B-241    | Ferrari 308 GTB Quattrovalvole                       | B/12  | 1 апреля 1983   |                                                                  |
| B-242    | Audi quattro 2145cc                                  | B/12  | 1 мая 1983      |                                                                  |
| B-243    | Audi quattro A2                                      | B/12  | 1 мая 1983      |                                                                  |
| B-244    | Seat Fura Crono                                      | B/10  | 1 мая 1983      |                                                                  |
| B-245    | Opel Kadett D-1.8E                                   | B/11  | 1 мая 1983      |                                                                  |
| B-246    | Vauxhall Astra 1.8 GTE                               | B/11  | 1 июля 1983     |                                                                  |
| B-247    | Peugeot 504 TN                                       | B/11  | 1 августа 1983  |                                                                  |
| B-248    | Fiat 147 Sorpasso                                    | B/10  | 1 августа 1983  |                                                                  |
| B-249    | Fiat 128 CLI 1301                                    | B/10  | 1 августа 1983  |                                                                  |
| B-250    | Opel Manta 200                                       | B/11  | 1 августа 1983  |                                                                  |
| B-251    | н/д                                                  |       |                 |                                                                  |
| B-252    | Peugeot 505 Turbo Injection                          | B/12  | 1 ноября 1983   | переведён в Группу А                                             |
| B-253    | Pininfarina Spidereuropa (124 DS)                    | B/11  | 1 декабря 1983  |                                                                  |
| B-254    | Citroën Visa Tonic                                   | B/10  | 1 января 1984   |                                                                  |
| B-255    | Mazda Savanna RX-7                                   | B/12  | 1 февраля 1984  | [ 25 ]                                                           |
| B-256    | Nissan Datsun Sunny Pickup B120                      | B/9   | 1 февраля 1984  |                                                                  |
| B-257    | Honda Ballade Sports CRX                             | B/10  | 1 февраля 1984  |                                                                  |
| B-258    | Citroën Visa 1000 Pistes                             | B/10  | 1 марта 1984    |                                                                  |
| B-259    | Subaru MP-1 «utility»                                | B/11  | 1 марта 1984    |                                                                  |
| B-260    | Chevrolet Corvette                                   | B/12  | 1 апреля 1984   |                                                                  |
| B-261    | FSO Polonez 2000 C                                   | B/11  | 1 апреля 1984   |                                                                  |
| B-262    | Peugeot 205 Turbo 16                                 | B/12  | 1 апреля 1984   | [ 26 ]                                                           |
| B-263    | Chevrolet Opala 250 S                                | B/12  | 1 апреля 1984   |                                                                  |
| B-264    | Audi Sport quattro S1                                | B/12  | 1 мая 1984      | [ 27 ]                                                           |
| B-265    | Alfa Romeo Alfetta GTV 6                             | B/12  | 1 ноября 1984   |                                                                  |
| B-266    | Nissan Fairlady 300 ZX                               | B/12  | 1 декабря 1984  |                                                                  |
| B-267    | Renault 5 Maxi Turbo                                 | B/12  | 1 декабря 1984  | [ 28 ]                                                           |
| B-268    | Daihatsu Charade 926 Turbo                           | B/9   | 1 января 1985   |                                                                  |
| B-269    | Škoda 130LR                                          | B/9   | 1 января 1985   |                                                                  |
| B-270    | Ford Escort RS Turbo                                 | B/12  | 1 апреля 1985   | переведён в Группу А, новый номер — 5272                         |
| B-271    | Seat Ibiza 1.5 GLX                                   | B/10  | 1 апреля 1985   |                                                                  |
| B-272    | Renault Alpine GTA                                   | B/12  | 1 апреля 1985   |                                                                  |
| B-273    | Ferrari 288 GTO                                      | B/12  | 1 июня 1985     |                                                                  |
| B-274    | Pininfarina Spidereuropa Volumex                     | B/12  | 1 июля 1985     |                                                                  |
| B-275    | Subaru XT 4WD                                        | B/12  | 1 октября 1985  |                                                                  |
| B-276    | Lancia Delta S4                                      | B/12  | 1 ноября 1985   | [ 29 ]                                                           |
| B-277    | MG Metro 6R4                                         | B/12  | 1 ноября 1985   | [ 30 ]                                                           |
| B-278    | Renault Alpine GTA Turbo                             | B/12  | 1 ноября 1985   |                                                                  |
| B-279    | Citroën BX 4TC                                       | B/12  | 1 января 1986   |                                                                  |
| B-280    | Ford RS200                                           | B/12  | 1 января 1986   | [ 31 ]                                                           |
| B-281    | Honda Ballade Sports CR-X                            | B/10  | 1 апреля 1986   |                                                                  |
| B-282    | Porsche 911 Carrera                                  | B/12  | 1 июня 1986     |                                                                  |
| B-283    | Porsche 928S                                         | B/12  | 1 июня 1986     |                                                                  |
| B-284    | Porsche 944 Turbo                                    | B/12  | 1 июня 1986     |                                                                  |
| B-285    | Fiat 128 SE                                          | B/10  | 1 июля 1986     |                                                                  |
| B-286    | Ford Sierra RS Cosworth                              | B/12  | 1 августа 1986  | переведён в Группу А, новый номер — 5323                         |
| B-287    | Peugeot 104 ZS                                       | B/10  | 1 апреля 1983   | переведён из Группы А из-за несоблюдения технического регламента |
| B-288    | Alfa Romeo Alfetta GTV 6                             | B/12  | 1 апреля 1983   | переведён из Группы А из-за несоблюдения технического регламента |
| B-289    | Mazda Savanna RX7 2+2 SA22C                          | B/12  | 1 февраля 1984  | переведён из Группы А из-за несоблюдения технического регламента |
| B-290    | Premier 118 NE                                       | B/9   | 1 ноября 1987   |                                                                  |
| B-291    | Lamborghini Countach 5000 Quattrovalvole «Downdraft» | B/12  | 1 января 1988   |                                                                  |
| B-292    | Jaguar XJS                                           | B/12  | 1 февраля 1988  |                                                                  |
| B-293    | Ferrari F40                                          | B/12  | 1 декабря 1989  |                                                                  |
| B-294    | Porsche 911 Carrera 4 (964)                          | B/12  | 1 сентября 1990 |                                                                  |
| B-295    | Porsche 911 Carrera 2 (964)                          | B/12  | 1 сентября 1990 |                                                                  |
| B-296    | Porsche 911 Carrera RS (964)                         | B/12  | 1 марта 1992    |                                                                  |
| B-297    | Alfa Romeo SZ                                        | B/12  | 1 ноября 1992   |                                                                  |
| B-298    | Porsche 911 Turbo 2 (964)                            | B/12  | 1 апреля 1993   |                                                                  |
| B-299    | Renault Alpine A610 Turbo                            | B/12  | 1 апреля 1993   | [ 32 ]                                                           |
| прототип | Alfa Romeo Alfasud Sprint 6C                         | B/12  |                 |                                                                  |
| прототип | Audi quattro (Mid-Engine)                            | B/12  |                 |                                                                  |
| прототип | Citroën Visa Prototypes                              |       |                 |                                                                  |
| прототип | Daihatsu Charade 926R                                | B/9   |                 |                                                                  |
| прототип | Ferrari 308 GT/M                                     | B/12  |                 |                                                                  |
| прототип | Ferrari 288 GTO Evoluzione                           | B/12  |                 |                                                                  |
| прототип | Ford Escort RS1700T                                  | B/12  |                 |                                                                  |
| прототип | Ford RS200 Evolution                                 | B/12  |                 |                                                                  |
| прототип | Lada Samara EVA                                      | B/12  |                 |                                                                  |
| прототип | Mercedes-Benz 190E                                   |       |                 |                                                                  |
| прототип | Mitsubishi Starion 4WD Rally                         | B/12  |                 |                                                                  |
| прототип | Moskvich-Aleko 2141KR                                | B/11  |                 |                                                                  |
| прототип | Opel Manta B400 4WD                                  | B/12  |                 |                                                                  |
| прототип | Opel Kadett D 400                                    |       |                 |                                                                  |
| прототип | Opel Kadett E 4S                                     | B/12  |                 |                                                                  |
| прототип | Peugeot 305 V6 Rallye                                |       |                 |                                                                  |
| прототип | Porsche 959 «Gruppe B» / 961                         |       |                 |                                                                  |
| прототип | Škoda MTX 160RS                                      | B/10  |                 |                                                                  |
| прототип | Talbot Horizon                                       | B/12  |                 | [ 33 ]                                                           |